# Opera (Einheit)
Die Opera war ein Flächenmaß in Dalmatien und galt auf den Inseln Lissa und Lisina. Sie ist nur halb so groß wie die Vretene in Makarska gewesen.
- 1 Opera = 100 Pertiche Quadrate = 4,353 Ar[1]